# Waren (Müritz)
Waren est une ville d'Allemagne. Elle est située dans l'arrondissement du Plateau des lacs mecklembourgeois, dans le Land de Mecklembourg-Poméranie-Occidentale.

## Géographie
Waren se situe au bord du lac Müritz, le plus grand lac d'Allemagne situé complètement dans le pays.

## Histoire
| Appartenances historiques Principauté de Mecklembourg 1228-1235 Seigneurie de Werle 1235-1277 Seigneurie de Werle-Güstrow 1277-1307 Seigneurie de Werle 1307-1316 Seigneurie de Werle-Güstrow 1316-1337 Seigneurie de Werle-Waren 1337-1425 Seigneurie de Werle 1425-1436 Duché de Mecklembourg-Schwerin 1436-1471 Duché de Mecklembourg 1471-1480 Duché de Mecklembourg-Schwerin 1480-1483 Duché de Mecklembourg 1483-1520 Duché de Mecklembourg-Schwerin 1520-1610 Duché de Mecklembourg 1610-1621 Duché de Mecklembourg-Schwerin 1621-1695 Duché de Mecklembourg 1695-1701 Duché de Mecklembourg-Schwerin 1701-1815 Grand-duché de Mecklembourg-Schwerin 1815–1918 République de Weimar 1918–1933 Reich allemand 1933–1945 Allemagne occupée 1945–1949 République démocratique allemande 1949–1990 Allemagne 1990–présent |

Waren fut mentionnée dès 150 par le géographe Ptolémée sous le nom de Virunum. En 1292 Waren a obtenu le statut de ville et en 1306 elle a obtenu le droit de pêche sur le lac Müritz. Aux XVIe et XVIIe siècles la ville fut ravagée à plusieurs reprises par des incendies et la guerre de Trente Ans. 
En 1806 la ville et ses environs furent le théâtre de batailles qui opposaient le maréchal Blücher aux troupes françaises de Napoléon. À partir de 1936 fut érigée à Waren une usine de fabrication de pièces destinées à l'industrie aéronautique militaire, la Mecklenburgische Metallwarenfabrik (Memefa). Le 1er mai 1945 l'Armée rouge occupa la ville qui s'était rendue sans combattre.

## Évolution démographique
| Année      | 1810 | 1850 | 1900 | 1925  | 1939  | 1950  | 1970  | 1983  | 2006  | 2022  |
| ---------- | ---- | ---- | ---- | ----- | ----- | ----- | ----- | ----- | ----- | ----- |
| Population | 3022 | 5258 | 8848 | 10363 | 15538 | 20594 | 21332 | 24101 | 21236 | 21267 |

## Jumelages
- Springe (Allemagne)
- Schleswig (Allemagne)
- Rokkasho (Japon)
- Magione (Italie)
- Suwałki (Pologne)
- Gorna Orjahovica (Bulgarie)

## Climatologie
| Mois                              | jan. | fév. | mars | avril | mai  | juin | jui. | août | sep. | oct. | nov. | déc. | année |
| --------------------------------- | ---- | ---- | ---- | ----- | ---- | ---- | ---- | ---- | ---- | ---- | ---- | ---- | ----- |
| Température minimale moyenne (°C) | −2,1 | −1,2 | 3,4  | 6,7   | 7,2  | 10,4 | 12,6 | 12,3 | 8,9  | 4,7  | 0,2  | −0,8 | 5,2   |
| Température maximale moyenne (°C) | 5,7  | 8,3  | 12   | 14,5  | 18   | 20,5 | 23,1 | 23   | 18,8 | 13,2 | 6,9  | 3,7  | 14    |
| Précipitations (mm)               | 37,1 | 26,3 | 36,4 | 38,7  | 55,6 | 65,7 | 57,8 | 56,8 | 43,5 | 35,1 | 44,3 | 43   | 540,3 |

## Sport
- Club de football SV Waren 09

## Personnalités liées à la ville

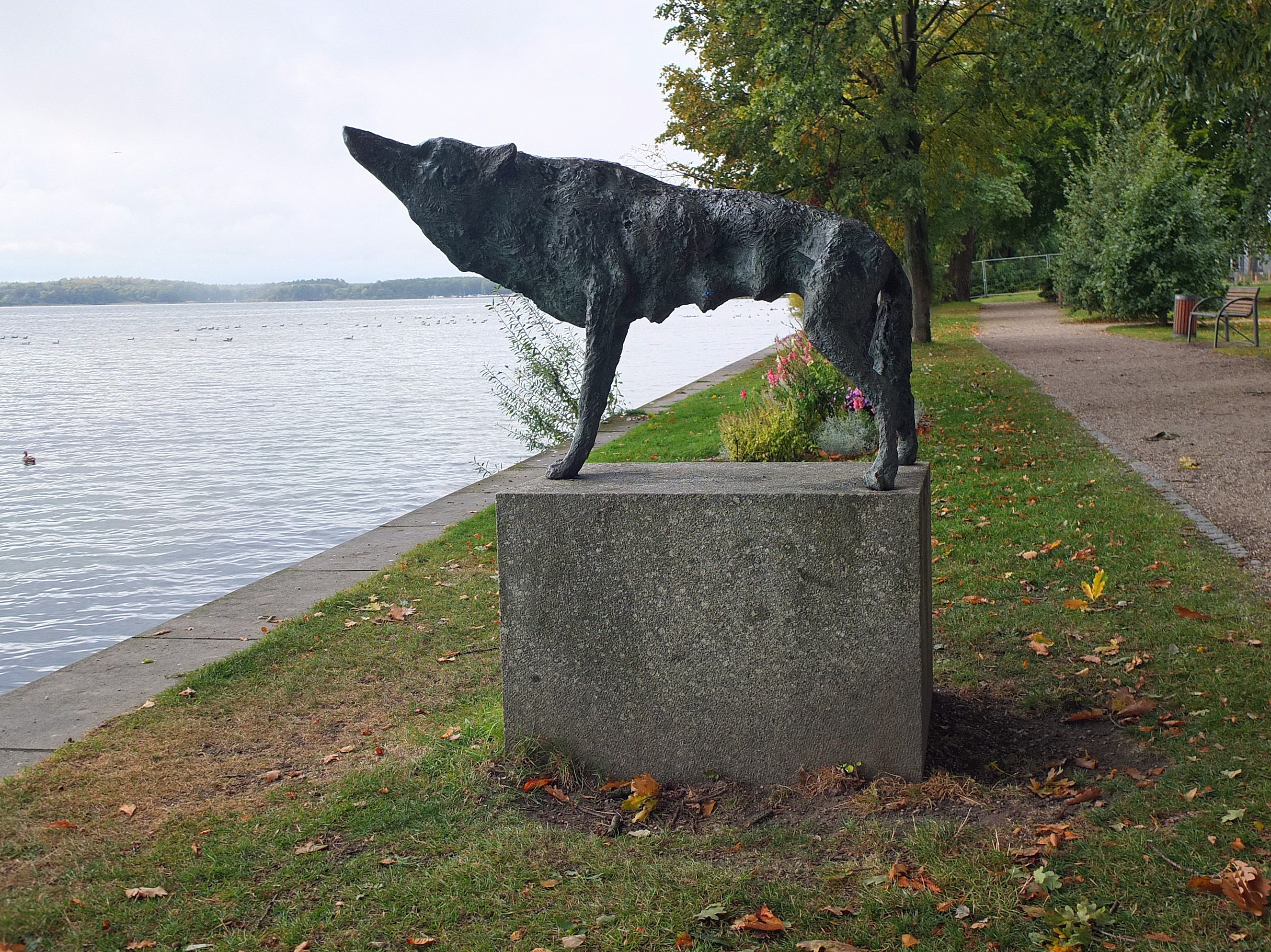
La Louve, sculpture de Walther Preik (1982), à Waren.

- Jean-Albert II de Mecklembourg-Güstrow (1590-1636), duc de Mecklembourg-Güstrow entre 1532 et 1610.
- Walther Preik (1932-2018), sculpteur, a vécu et est mort à Waren
- Jürgen Seidel (1948-), homme politique
- Thomas Schröder (1962-), athlète
- Katrin Rutschow-Stomporowski (1975-), rameuse